# Ravensara crassifolia
Ravensara crassifolia är en lagerväxtart som först beskrevs av Bak., och fick sitt nu gällande namn av Paul Auguste Danguy. Ravensara crassifolia ingår i släktet Ravensara och familjen lagerväxter. Inga underarter finns listade i Catalogue of Life.